# Berlanga del Bierzo
Berlanga del Bierzo (leóni nyelven Berllanga) település Spanyolországban, León tartományban. Lakosainak száma 322 fő (2024).

## Földrajza
Berlanga del Bierzo Páramo del Sil, Toreno, Cubillos del Sil, Sancedo, Vega de Espinareda és Fabero községekkel határos.

## Népesség
A település lakosságának változását az alábbi diagram mutatja:
| Lakosok száma | 421  | 409  | 420  | 393  | 401  | 384  | 366  | 360  | 350  | 322  |
|               | 2001 | 2004 | 2007 | 2009 | 2012 | 2014 | 2017 | 2019 | 2022 | 2024 |